# Figures Uli

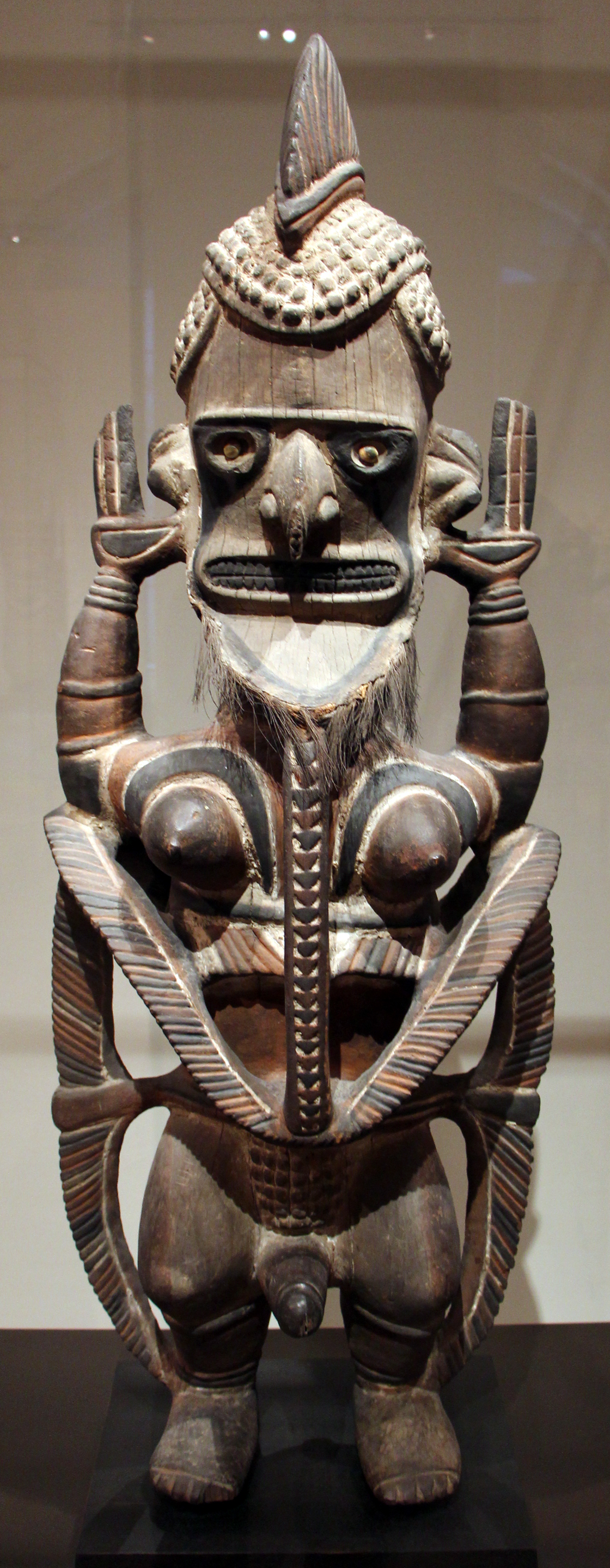
Figura Uli de Papua Nova Guinea, Museu del Louvre, París

Les Figures Uli (també dites figures nalik) són estàtues de fusta que foren molt importants en la vida ritual de la part mitjana de l'illa de Nova Irlanda. Es troben entre les seues obres d'art més reconegudes, que amb el nom de "Nova Mecklenburg" en el període del 1885-1899 formava part de l'àrea protegida de la Companyia Alemanya de Nova Guinea; des del 1899 fins al 1914 de la colònia de Nova Guinea Alemanya i ara s'ha restituït a Papua Nova Guinea. En les existències de museus i col·leccions privades es coneixen unes 250 figures Uli.

## Origen i història
Les escultures Uli foren descobertes per col·leccionistes i exploradors occidentals entre finals del segle xix i el 1930 a la seua zona d'origen, l'àrea del grup lingüístic Madak, a l'altiplà de Lelet, a la part nord de la Nova Irlanda central de Papua Nova Guinea, i foren portades a Europa i a Amèrica. Les estàtues Uli es relacionaven amb cultes i pràctiques, com ara la promiscuïtat, la circumcisió dels xics iniciats, i potser amb el ritu dels caçadors de caps.
Els missioners cristians occidentals s'oposaren als cultes i a la llibertat sexual que s'associaven amb les figures Uli, i feren desaparèixer els ritus Uli en les primeres dècades del segle xx.

## Descripció
Uli pot significar 'pintar de blanc'. Les estàtues, fetes en una peça única d'1,40 a 2 metres d'alçada, es caracteritzen per la pintura blanca i formes del cos a la gatzoneta. Un cos massís amb cames curtes i robustes i un cap gros, coronat per una cresta ornada, que simbolitza l'espiritualitat amb trets facials esmolats i barba ampla, tipifica la gran majoria de personatges. En els éssers poderosos amb cares ombrívoles, les diferències que poden captar-se en categories conceptuals semblen dissoldre's: si expressen ira o plaer és tan incert com la qüestió del seu sexe. En la majoria són hermafrodites amb sines femenines i genitals masculins. Les característiques masculines representen la força física necessària per a protegir el clan familiar. Els pits femenins simbolitzen la fertilitat i el deure de nodrir el grup. Les estàtues simbolitzen el poder i la força, que els dirigents dels clans havien de tenir per a ser capaços de mantenir el lideratge. Com que la persona dirigent ideal havia de ser forta, a més de nodrir i cuidar, açò explica la bisexualitat dels personatges Uli. Característiques de les estàtues Uli són les figures de culte més menudes que s'afegeixen a la figura principal sobre les espatles, davant del ventre o davall els peus, que dupliquen l'escultura més gran.
L'antropòleg alemany Augustin Krämer, que va ser en expedicions etnològiques i de recerca en la Nova Guinea alemanya a la primeria del segle xx, així com en altres recerques científiques anteriors, deia que les figures Uli representaven ancestres mítics o caps morts.
Hui s'accepta que les escultures combinen característiques femenines i masculines per a simbolitzar l'energia vital transmesa per les línies maternes i paternes, i els aspectes masculins i femenins necessaris per a la supervivència de la societat. No van ser fetes, doncs, per a un avantpassat en particular.
La recerca comparativa sobre la forma de l'estàtua Uli en distingeix onze o dotze estils bàsics. Per exemple, el tipus lembankákat lakós designa una figura Uli dempeus sobre una segona figura, molt més menuda, estirada boca terrosa i corbada cap amunt. Una llegenda unida a aquest tipus explica que Sokokau, del llogaret de Paranu, pujà el seu fill Liu perquè agafàs els ous del niu de l'ocell Avensik i aixafà el seu fill en el procés. En les escultures del tipus selambungin lorong, cada espatla de la figura Uli té una altra figura més reduïda. El tipus lembankakat egilampe es refereix a figures que es posen la mà a la panxa com a senyal de benestar. La lluna és el símbol de la fertilitat femenina i del poder regeneratiu masculí.

## Culte Uli
Les figures s'utilitzaven en el context d'extenses commemoracions dels difunts, durant les quals es mostraven les estàtues, entre altres coses, en cabanes còniques, en grups de dues o tres persones. Els habitants dels llogarets veïns portaven les seues figures Uli a les festivitats. Les cerimònies costoses que requerien anys de preparatius consistien en una sèrie de celebracions individuals que es perllongaven anys. No es redissenyaven per a cada celebració, sinó que es conservaven acuradament amb pintura. Els balls i banquets afaiçonaven els esdeveniments públics, mentre que els rituals es completaven en gran part en secret. Se celebraven ritus de transició de la vida a una altra existència invisible. Els hòmens assumien el rol de la nutrició en el sentit més ampli de la paraula, i amb sines artificials i faldilles de dirigents «femenines» representaven el seu paper. Després del funeral, les figures es mantenien embolicades a les cases cerimonials. Sovint també es venien a altres illencs que havien d'organitzar un funeral.

## Recepció
Les obres d'art de Nova Irlanda inspiraren i van influenciar molts artistes occidentals cap a finals del segle xix i primeria del XX, com ara els expressionistes alemanys com Emil Nolde. La pintura de Nolde Natura morta amb una figura de fusta es va mostrar al Museu Folkwang de Hagen i més tard a Essen juntament amb escultures Uli. André Breton va escriure en el seu poema Uli: «Segurament ets un gran déu ... Tens por, ets encisador».

## Galeria d'imatges

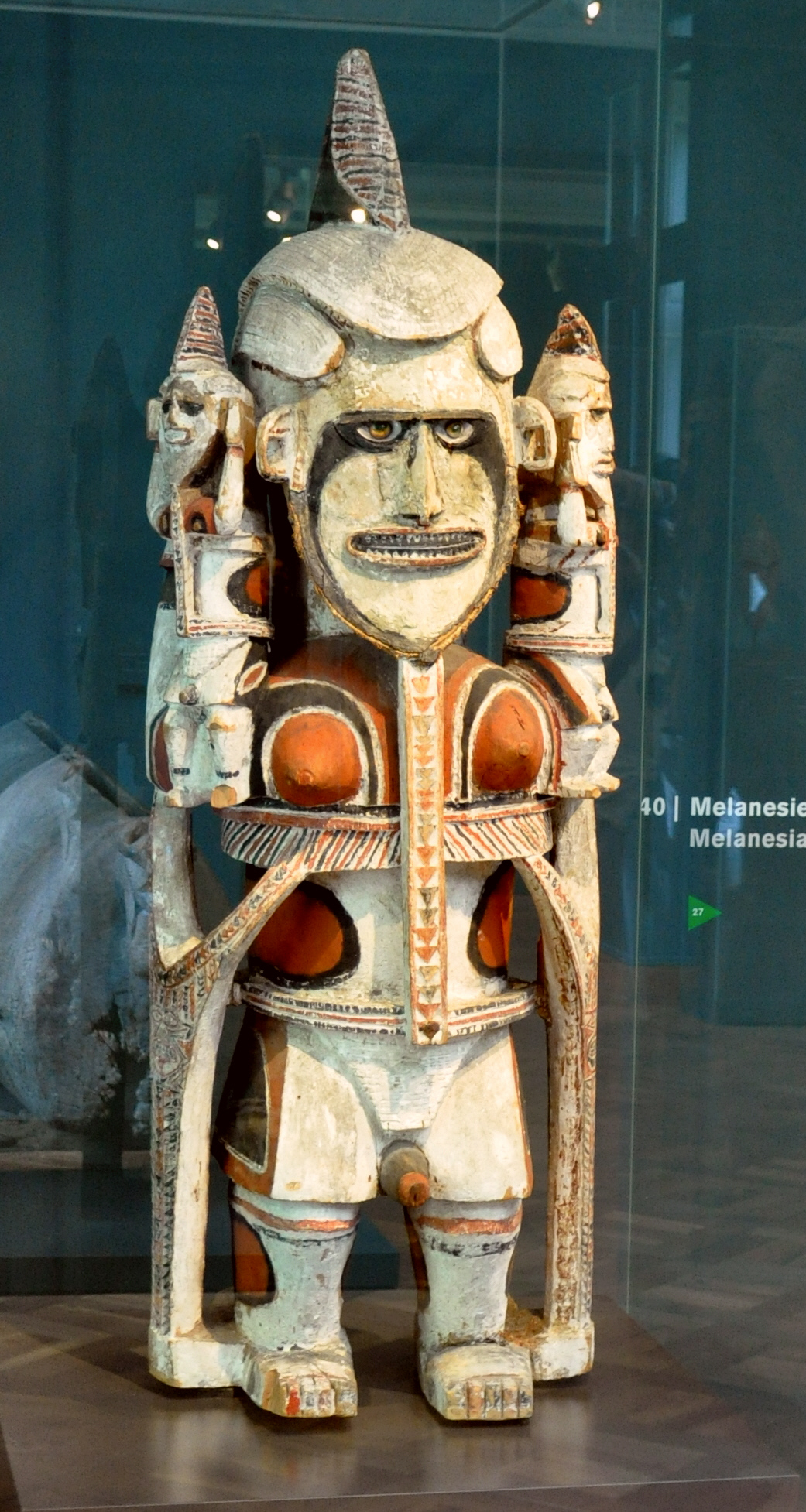
Figura Uli al Museu Rietberg, Zúric.
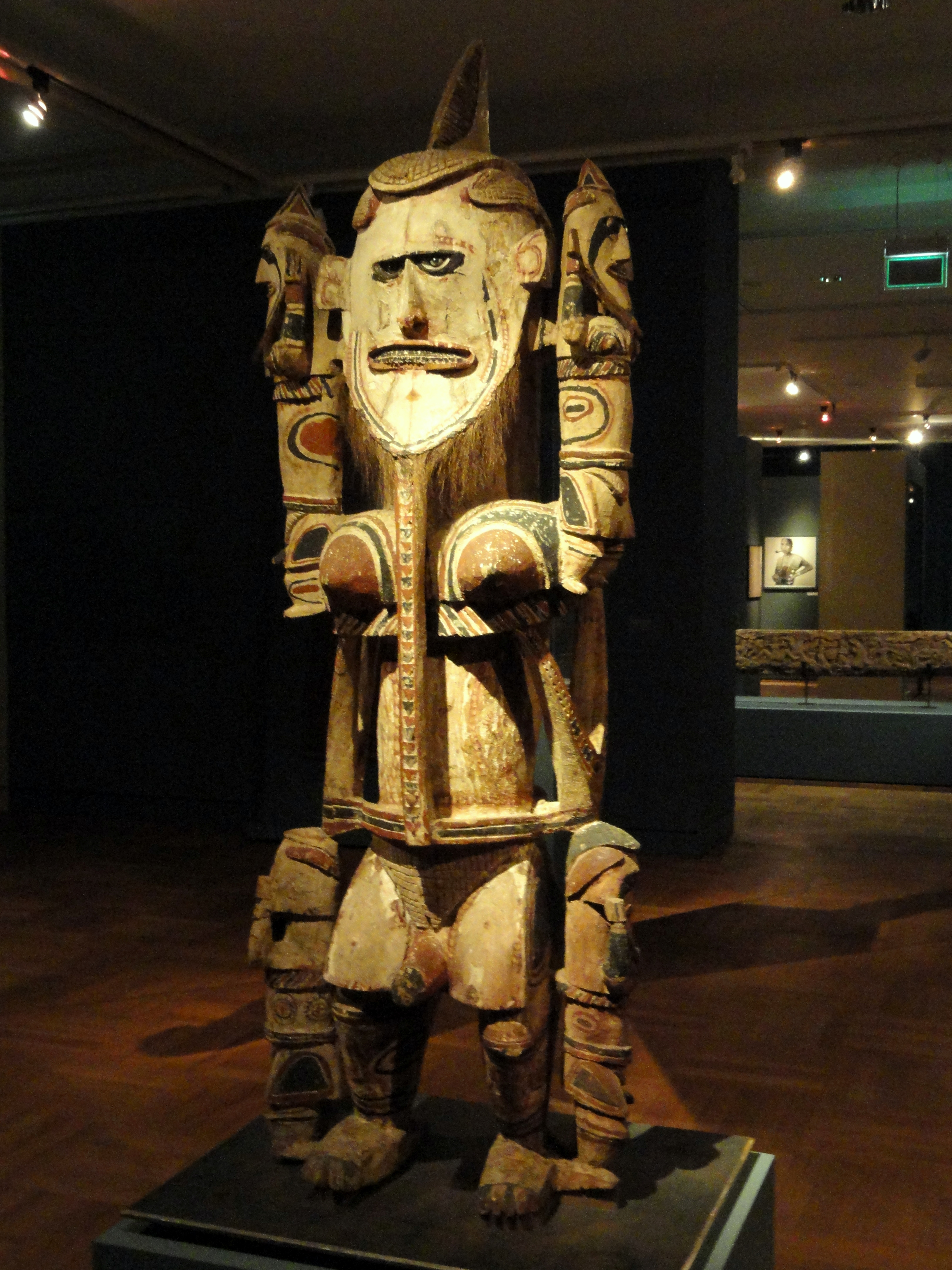
Figura Uli al Museu d'Etnologia de Múnic.
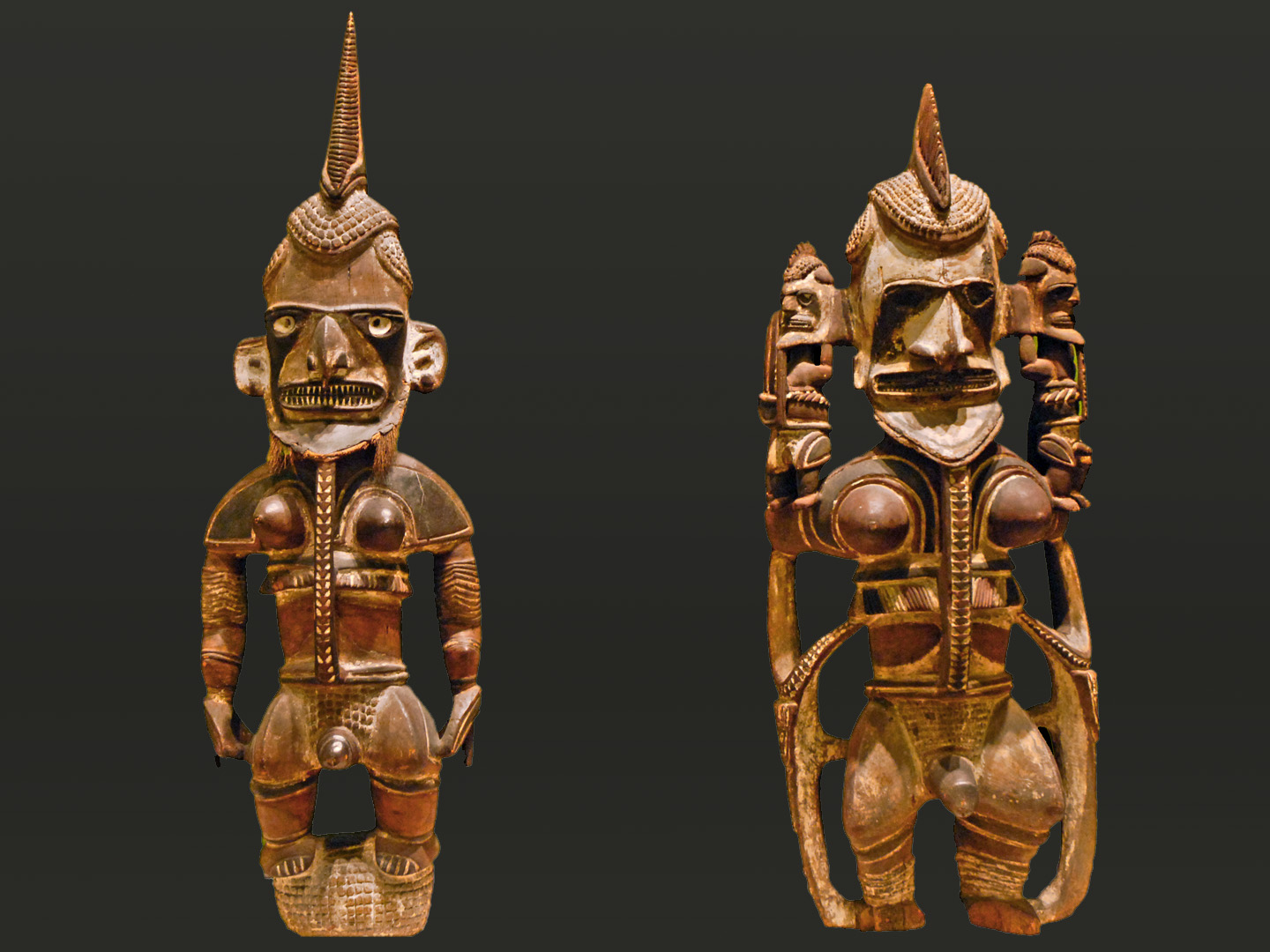
Figures Uli de Nova Irlanda, segle xix,Museu Etnològic de Berlín.